# ترکی کریک (آریزونا)
ترکی کریک (به انگلیسی: Turkey Creek) یک منطقهٔ مسکونی در ایالات متحده آمریکا است که در آریزونا واقع شده‌است. ترکی کریک ۲٫۱۳ کیلومتر مربع مساحت و ۹٬۷۵۵ نفر جمعیت دارد.